# 2008년 6월
| 2008년: 1월 · 2월 · 3월 · 4월 · 5월 · 6월 · 7월 · 8월 · 9월 · 10월 · 11월 · 12월 |

| <           | 2008년 6월 | 2008년 6월 | 2008년 6월 | 2008년 6월 | 2008년 6월 | >          |
| 일          | 월         | 화         | 수         | 목         | 금         | 토         |
| 1 4.28 임신 | 2 29 계유  | 3 30 갑술  | 4 5.1 을해 | 5 2 병자   | 6 3 정축   | 7 4 무인   |
| 8 5 기묘    | 9 6 경진   | 10 7 신사  | 11 8 임오  | 12 9 계미  | 13 10 갑신 | 14 11 을유 |
| 15 12 병술  | 16 13 정해 | 17 14 무자 | 18 15 기축 | 19 16 경인 | 20 17 신묘 | 21 18 임진 |
| 22 19 계사  | 23 20 갑오 | 24 21 을미 | 25 22 병신 | 26 23 정유 | 27 24 무술 | 28 25 기해 |
| 29 26 경자  | 30 27 신축 |            |            |            |            |            |

| - 6월 1일 - 이브 생 로랑 편집하기 |

## 2008년6월 28일
- 미국 블리자드 엔터테인먼트사가 프랑스 파리에서 디아블로 III를 전격 공개하였다.

## 2008년6월 27일
- 조선민주주의인민공화국 평안북도 영변군의 원자로 냉각탑이 폭파되었다.

## 2008년6월 26일
- 대한민국 정부(농림수산식품부 소관)는 미국산 쇠고기 수입위생조건 수정안을 관보에 고시하였다.
- 북한이 핵프로그램 신고서를 중국에 제출했다.
- KBO 리그 LG 안치용이 삼성전에서 사이클링 히트를 기록(통산 13번째)하였다.

## 2008년6월 25일
- 대한민국 충청남도 교육감 선거에서 오제직이 당선되었다.

## 2008년6월 22일
- 에어칼린이 인천 국제공항에 취항하였다.
- 태풍 펑선이 필리핀에 상륙하여 많은 피해가 발생하였고, 특히 여객선 'MV 프린세스 오브 스타'호가 침몰하여 많은 사상자가 발생하였다.

## 2008년6월 21일
- 6월 14일 ~ 6월 19일간 이뤄진 대한민국과 미국 간의 쇠고기 수입 추가 협상 결과가 오후 4시경 발표되었다.

## 2008년6월 20일
- 12년간 무정차 통과역으로 방치되었던 서울 지하철 5호선 마곡역이 영업을 시작했다.

## 2008년6월 19일
- 화물연대 협상이 타결되면서 화물연대가 파업을 철회했다.

## 2008년6월 18일
- 안양 초등학생 납치 살해 사건의 범인 정성현 피고인에게 검찰이 사형을 구형했다.
- 안양 초등학생 납치 살해 사건에서 안양 초등생 2명과 군포 40대 여성 등 3명을 살해한 혐의로 정성현 피고인에게 1심에서 사형이 선고됐다.

## 2008년6월 17일
- 유명 비보이팀 라스트마스 멤버 출신 양모(23)씨가 목욕탕에서 목을 매 숨졌다.
- 강화도에서 현금을 거액으로 인출하러 나서던 윤복희(47세), 김선영(16세) 모녀가 실종되었다.

## 2008년6월 14일
- 중국 남부 9성등에 내린 폭우로 1787만4000명의 이재민이 발생했으며 최소 55명이 사망하고 3명이 실종됐다.또한, 127만4000명이 긴급 대피하였다
- 일본 혼슈 이와테현에서 진도 7.2의 강진이 발생하여 최소 9명이 사망하고 13명이 실종됐으며 234명이 다쳤다.
- 아일랜드의 리스본 조약 비준에 대한 국민투표 결과, 반대 53.4%, 찬성 46.6%으로 부결되었다.

## 2008년6월 13일
- 대한민국 화물연대가 오전 12시를 기해 총 파업에 돌입한 뒤 1만 3000여대의 차량이 운행을 중단하며 집단 운송 거부에 나섰다.

## 2008년6월 12일
- 5월 30일 대구광역시 달성군 자신의 집에서 납치된 허은정 어린이(11세)가 살해된 채 발견되었다.

## 2008년6월 11일
- 수단에서 에어버스 A310 여객기가 추락하여 30여명이 사망하였다.

## 2008년6월 10일
- 6·10 민주항쟁 21주년을 맞아 서울 등 80여 시·군에서 한미 쇠고기 협상 내용에 대한 반대 시위가 대한민국 전역에서 촛불대행진 형태로 평화적으로 일어났다.

## 2008년6월 9일
- 경기도 연천군에 소방서가 개청되었다.

## 2008년6월 8일
- 대한민국 경상북도 도청 이전지로 경북 안동시 풍천면과 예천군 호명면 일대로 최종 결정됐다.
- 일본 도쿄 아키하바라에서 한 남성이 시민들에게 무차별적으로 흉기를 휘둘러 7명이 숨지는 사건이 일어났다.

## 2008년6월 7일
- 스위스와 오스트리아에서 UEFA 유로 2008 경기가 시작되었다.

## 2008년6월 6일
- 청와대 수석 전원이 사의를 표명했다.
- 일본 의회가 아이누민족을 일본의 원주민으로 인정할 것을 정부에 요구하는 결의문을 만장일치로 채택했다.

## 2008년6월 5일
- 미국산 쇠고기 수입 반대자중 일부가 72시간 촛불집회에 돌입했다.

## 2008년6월 4일
- 대한민국의 52곳에서 재보궐 선거가 실시되었는데, 집권당인 한나라당은 단지 9곳에서 승리한 참패의 결과를 얻었다.
- 미국 민주당의 대통령 후보로 버락 오바마가 사실상 당선 확정되었다.
- 대입 수능 모의평가가 실시되었다.

## 2008년6월 3일
- 핀에어가 인천 국제공항에 취항하였다.

## 2008년6월 2일
- 파키스탄의 수도 이슬라마바드에 있는 덴마크 대사관 앞에서 차량을 이용한 폭탄 테러가 발생하여 적어도 8명이 숨지고 30여 명이 다쳤다.
- 네이버 지식iN에서 지식스폰서 제도가 폐지되었다.

## 2008년6월 1일
- 전날부터 이어진 미국산 쇠고기 수입 반대 시위에서 시위대가 청와대 근처까지 접근하자 경찰이 강경 진압, 부상자가 나왔다.
- 세계최대 인권단체인 국제앰네스티 한국지부가 성명서를 발표, 미국산 쇠고기 수입 반대 시위대에 대한 경찰의 강경진압에 대해 '폭력진압을 즉각 중단하고 시민들의 평화시위를 보장할 것'을 촉구했다.
- 마케도니아 정부가 총선 과정에서 발생한 유혈사태와 부정행위로 인해, 일부 지역에 대해 차후 재투표를 실시하겠다고 밝혔다.